# Daduhepa
Daduhepa va ser una reina hitita (tawananna) casada amb Tudhalias III i mare de Tudhalias el Jove i de Subiluliuma I.
Portava el títol de "Gran reina" i va sobreviure al seu marit, ja que, segons el costum hitita, el va seguir portant en el breu regnat (si es que va regnar) del seu fill Tudhalias el Jove i el de Subiluliuma I. Alguns autors creuen que Daduhepa provenia d'Ahhiyuwai que més endavan es va exiliar a aquell territori fina a la mort de Subiluliuma i després va tornar a Hattusa. Trevor Bryce considera que aquesta opinió és especulativa i basada en textos fragmentaris, i que en realitat el text es refereix a la primera esposa (coneguda) de Subiluliuma, la reina Henti, de la que el rei hitita es va divorciar i va desterrar quan es va casar amb Mal-Nikal, filla del rei de Babilònia Burnaburiaix II.